# Karl Hanssen
Karl Hanssen (Porto Alegre, 5 luglio 1887 – 13 settembre 1916) è stato un calciatore tedesco, di ruolo attaccante.